# Käte Finsterbusch
Käte Finsterbusch (* 19. Juni 1924 in Leipzig; † 15. Januar 2018) war eine deutsche Sinologin.

## Leben
Nach der Promotion 1950 zum Dr. phil. an der Universität Leipzig und Habilitation 1971 wurde sie 1977 Professorin für Sinologie, Archäologie und Kunst Chinas an der Ludwig-Maximilians-Universität München.

## Schriften (Auswahl)
- Das Verhältnis des Schan-hai-djing zur bildenden Kunst. Berlin 1952, OCLC 883923427.
- Verzeichnis und Motivindex der Han-Darstellungen. Wiesbaden 1966–2004, OCLC 508534721.
- Zur Archäologie der Pei-Ch'i- (550–577) und Sui-Zeit (581–618). Mit einem Fundkatatalog. Wiesbaden 1976, ISBN 3-515-02017-9.